# Regulamin Senatu Rzeczypospolitej Polskiej
Regulamin Senatu RP (Uchwała Senatu Rzeczypospolitej Polskiej z dnia 23 listopada 1990 r. - Regulamin Senatu) – uchwała regulująca organizację wewnętrzną Senatu, porządek prac Senatu i jego organów, sposób wykonywania obowiązków określonych w Konstytucji i ustawach oraz tryb udzielania obywatelom informacji. Zasadniczą rolę regulaminu Senatu określa art. 112 w zw. z art. 124 Konstytucji.

## Struktura
Regulamin Senatu ujęty został w następującą strukturę:
- Dział I. Przepisy ogólne
- Dział II. Organy Senatu
- Dział III. Obowiązki i prawa senatorów
- Dział IV. Pierwsze posiedzenie Senatu
- Dział V. Funkcjonowanie Senatu
- Dział VI. Komisje i ich członkowie
- Dział VII. Postępowanie w sprawie ustaw uchwalonych przez Sejm
- Dział VIa. Udział w posiedzeniach Senatu i komisji senackich w sposób zdalny[1]
- Dział VIII. Postępowanie w sprawie ustawy budżetowej
- Dział VIIIa. Postępowanie w sprawach związanych z członkostwem Rzeczypospolitej Polskiej w Unii Europejskiej
- Dział IX. Postępowanie w sprawie inicjatyw ustawodawczych Senatu i innych uchwał
- Dział IXa. Wykonywanie orzeczeń Trybunału Konstytucyjnego
- Dział IXb. Postępowanie w sprawie sprawozdania Krajowej Rady Radiofonii i Telewizji oraz informacji o działalności Rady Mediów Narodowych
- Dział X. Postępowanie w sprawie referendum
- Dział Xa. Rozpatrywanie petycji
- Dział XI. Wybór oraz wyrażenie zgody na powołanie i odwołanie organów państwowych
- Dział XII. Kancelaria Senatu
- Dział XIII. Przepisy końcowe.

Do regulaminu dołączony jest załącznik regulujący przedmiotowy zakres działań komisji senackich.